# Indian Battle
Indian Battle (インディアンバトル?, Indian Batoru) è un videogioco arcade di genere sparatutto a schermata fissa, edito dalla Taito nel 1980.

## Modalità di gioco
Il gameplay di Indian Battle è simile a quello di Space Invaders. Il giocatore controlla un cowboy che, dalla parte bassa dello schermo, deve eliminare sparando venticinque indiani pronti ad assaltarlo con frecce e tomahawk.
Gli indiani si muovono in due modi, a cavallo e a piedi. I primi galoppano da sinistra verso destra o viceversa mentre i secondi liberamente corrono e cercano di nascondersi tra le rocce e i cactus. Altri indiani possono sbucare da sotto il terreno per immobilizzare per un po' il cowboy, nel caso riescano a toccarlo. Alle volte, sulla parte alta dello schermo vede volare un condor (anch'esso eliminabile) che lancia un uovo, dalla quale schiude per terra un serpente o uno scorpione. Ambedue gli animali attaccano il cowboy e quest'ultimo, dato che non può saltare, per non perdere al giocatore una vita deve solo mettersi in uno dei bordi dello schermo.
Dopo ogni due ripetitivi livelli vi è un livello bonus, nel quale il cowboy cerca di acchiappare con la sua corda sei diversi animali prima dello scadere dei 30 secondi di tempo.

## Musica
Il brano di sottofondo presente in Indian Battle è un arrangiamento ad 8-bit di Ten Little Indians.